# Axylia coniorta
Axylia coniorta är en fjärilsart som beskrevs av George Francis Hampson 1903. Axylia coniorta ingår i släktet Axylia och familjen nattflyn. Inga underarter finns listade i Catalogue of Life.